# Marcha Praga-Prčice

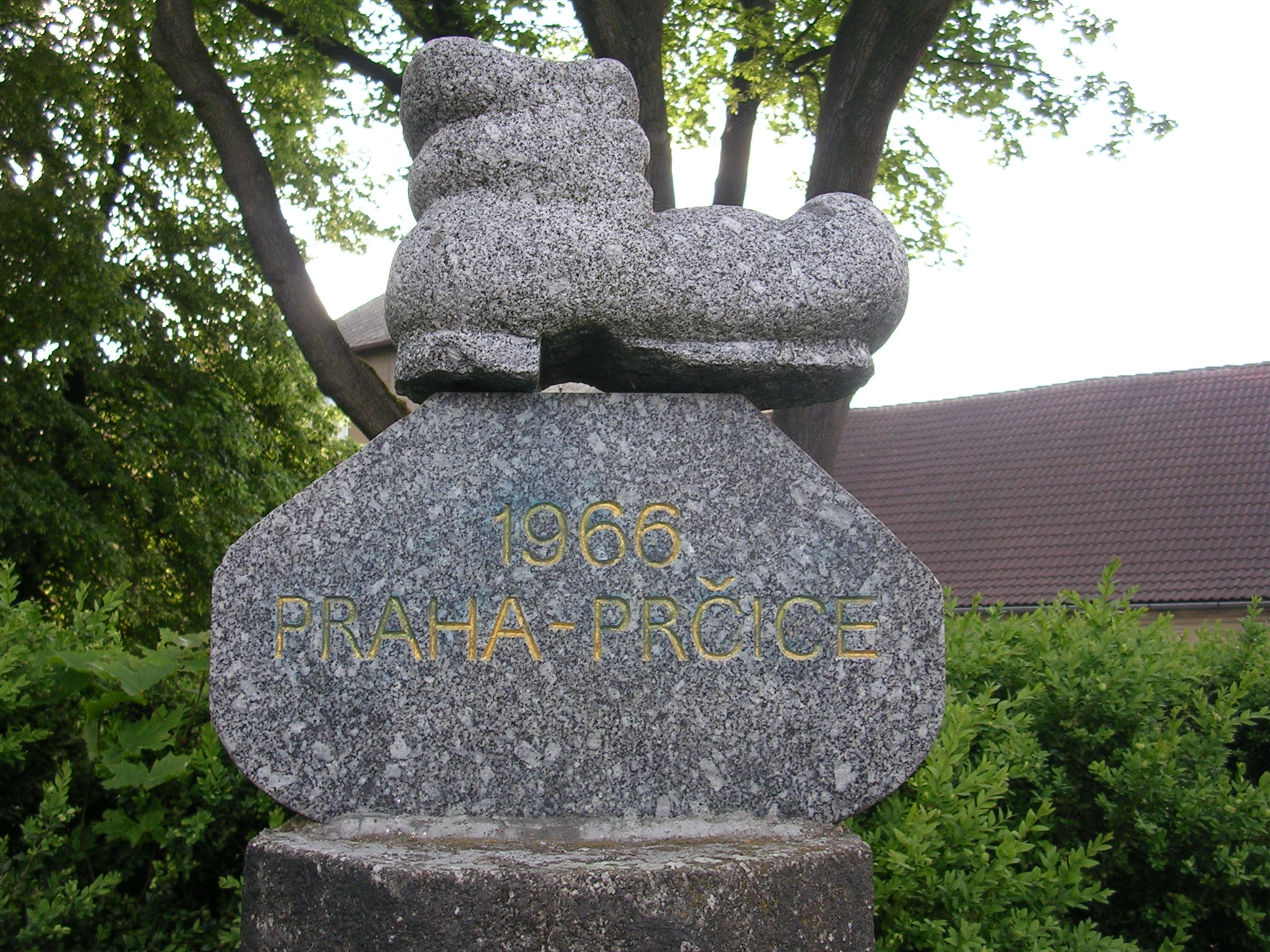
Monumento a la marcha senderista en la plaza de Prčice.

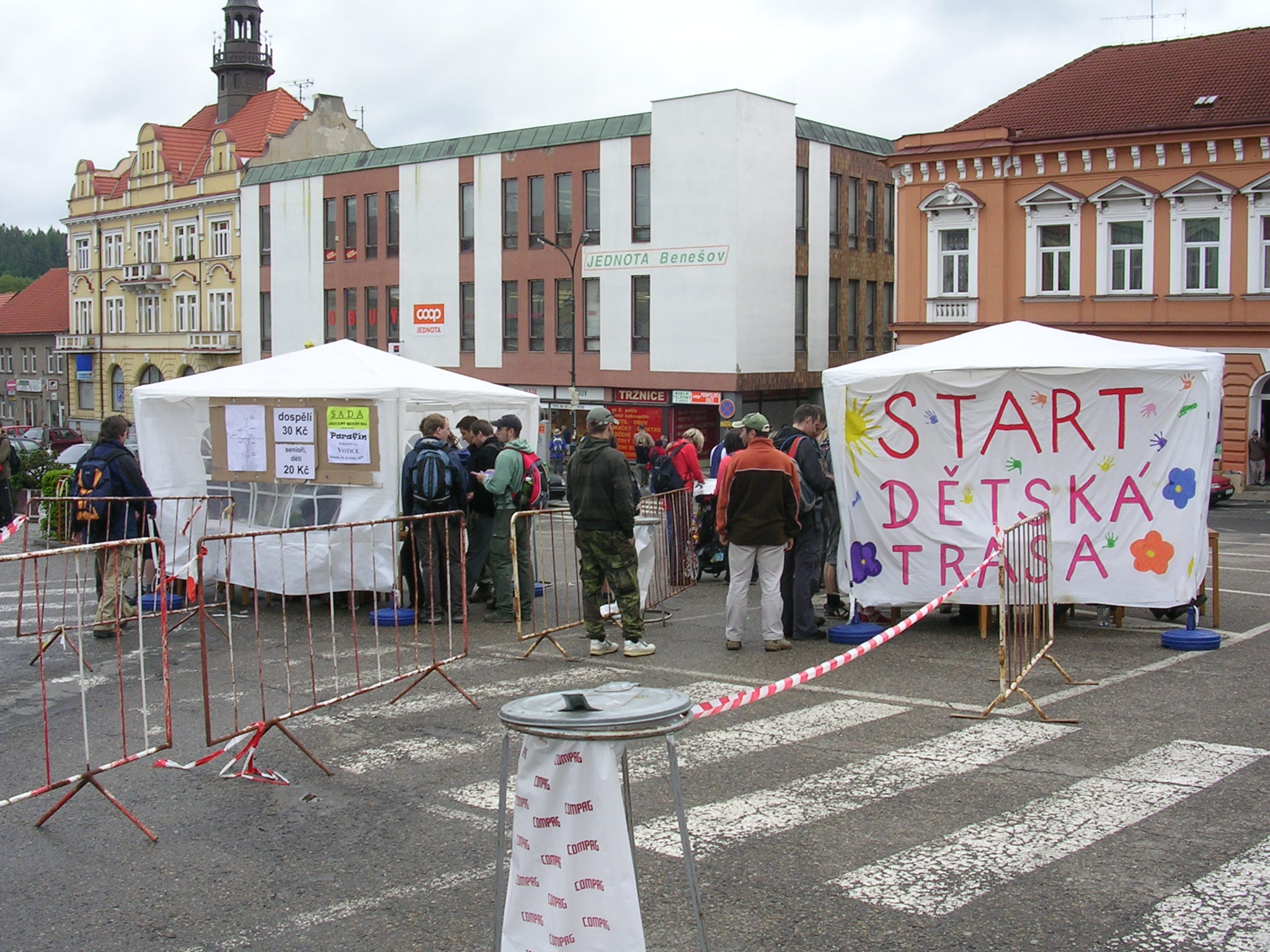
Inicio de los dos trayectos (adultos y niños) en Votice.

La Marcha Praga-Prčice es la marcha senderista de larga distancia más conocida de la República Checa. Fue fundada en 1966 por un grupo de senderistas (entre otros un editor de la revista "Turista") que buscaban una nueva meta e interesante alrededor de Praga a una distancia de 70 kilómetros, como máximo. No podían encontrar la meta óptima y durante unas discusiones uno de ellos dijo "¡Marcha a Prčice!" (en checo "Jdi do Prčic!" que equivale a "¡Vete al diablo!" en español). Tomaron la orden en todo el sentido de la palabra y decidieron marchar de Praga a Prčice.
Desde 1966 la marcha se organiza cada año. No hay solo una ruta original desde Praga pero a lo largo de los años se han añadido otras rutas desde otras ciudades de distancias y dificultades diferentes. Pero todas siempre terminan en Prčice. La más corta mide 23 kilómetros y es solo para niños acompañados por adultos. La ruta tradicional y más larga tiene 75 kilómetros y empieza en Praga - Háje.
El primer año asistieron 469 senderistas pero unos años después la marcha obtuvo una enorme popularidad y en 1981 casi 36 mil personas tomaron parte en este evento senderista. En los años 90 la participación bajó a unas ocho mil personas  pero en  los últimos años ha recobrado su popularidad de nuevo y tiene más o menos 20 mil participantes, incluyendo ciclistas que se han unido a los senderistas  desde 2005.
La marcha está organizada por el Club de turistas checos. Todos los que pagan la cuota de inscripción pueden salir hacia Prčice cada año el tercer sábado de mayo. A lo largo del camino se cogen los sellos para probar el cumplimiento de la ruta en la meta donde los participantes reciben un zapatito de plástico como recuerdo del día. El zapato, como un símbolo de la marcha, tiene en la plaza de Prčice un monumento pequeño de granito que conmemora el comienzo de esta tradición senderista.